# كوكب صغير

رسم أويلر البياني يبين أنواع أجرام النظام الشمسي (أنظر جرم نظام شمسي صغير).

الكوكب الصغير هو جرم سماوي يدور حول الشمس، لكنه لا يعد كوكباً ذا تأثير، ولا يعد مذنباً. أول كوكب صغير يُكتشف هو سيريس عام 1801. ومنذ ذلك الحين تم اكتشاف أكثر من 400000 كوكب صغير، ومعظمها متواجد في حزام الكويكبات.
جرى استخدام مصطلح «كوكب صغير» منذ القرن التاسع عشر لوصف هذه الأجرام، وقد تم استخدام مصطلح «كويكبي» كذلك، لوصف الأجرام الأكبر حجماً. تاريخياً كانت تُعامل المصطلحات الآتية: كويكب، كوكب صغير، كويكبي، على أنها الشيء ذاته، لكن الأمر تعقّد حين تم اكتشاف عدد كبير من الكواكب الصغيرة الواقعة خارج مدار المشترى، والتي لم يتم اعتبارها كويكبات.
قبل عام 2006 كان الاتحاد الفلكي الدولي يستخدم مصطلح «الكوكب الصغير» رسمياً. لكن خلال اجتماعه عام 2006، قام الاتحاد بإعادة تصنيف الكواكب الصغيرة والمذنبات إلى كواكب قزمية وأجرام نظام شمسي صغيرة. يُطلق عبى الأجرام «كواكب قزمة» إذا كانت جاذبيتها الذاتية كافية لتحقيق التوازن الهيدروستاتيكي، أما الأجرام ذات الشكل غير المنتظم فأصبح يُطلق عليها «أجرام النظام الشمسي الصغيرة» والتي تتضمّن الكواكب الصغيرة والمذنبات، الاتحاد الفلكي الدولي يشير إلى أن: مصطلح «كوكب صغير» يمكن أن يبقى مستخدمًا، لكن عموماً مصطلح «جرم نظام شمسي صغير» يعد أكثر قبولاً،  لكن لأجل أغراض الترقيم والتسمية، فإن التصنيف التقليدي الذي يتأرجح في الغالب بين مصطلحين فقط هما كوكب صغير ومذنب، لا يزال متبعاً.
القمر التابع لكوكب زحل والمسمى «ميماس» هو أصغر جرم سماوي معروف يحقق التوازن الهيدروستاتيكي، (لكنه لا يعد كوكباً قزمياً لأنه لا يدور حول الشمس)، بينما يعد الكويكب بالّاس أصغر جسم سماوي لا يحقق التوازن الهيدروستاتيكي. وقد صنف الاتحاد الفلكي الدولي خمسة أجرام سماوية ككواكب قزمية، هي -بحسب ترتيب اكتشافها وبعدها عن الشمس- كالآتي: سيريس وبلوتو وهاوميا وميكميك وإيريس.

## التعداد
مئات الألوف من الكواكب الصغيرة تم اكتشافها في النظام الشمسي، في 2009 كان معدل الاكتشافات يتعدى الـ3000 كوكب صغير في الشهر الواحد. من 500000 كوكب صغير مسجل، هنالك 243553 تدور في مدار، ومعروفة جيداً، وتم ترقيمها بشكل دائم ورسمي. ومن هؤلاء، هنالك 15000 لديها اسم رسمي.

## التسمية
حين يتم اكتشاف كوكب صغير جديد، يتم منحه تعييناً مؤقتاً، مثلاً (2002 AT4)، وهو يتألف من سنة الاكتشاف وكود ألفبائي رقمي يشير إلى نصف شهر الاكتشاف (سواء النصف الأول، أم النصف الثاني، وذلك حسب تتابع الحروف الأبجدية، كل نصف شهر له حرف خاص به)، وتسلسل الكوكب الصغير في نصف الشهر هذا. وإذا تم اكتشاف مدار للكويكب، يتم منحه رقماً، ثم فيما بعد قد يُمنح اسماً، مثال (إيروس 433).

## الترقيم
مؤخراً، ونتيجة للعدد الكبير من الكواكب الصغيرة التي تم اكتشافها، فهي في الغالب تُمنح رقماً ولا تُمنح اسماً. أو يتأخر حصولها علي اسم. والآن يتم منحها رقماً من 6 أعداد، بدلاً من الترقيم القديم الذي يتكون من 5 أعداد.

## مصدر التسمية
أول الكويكبات التي تم اكتشافها، والتي كانت قليلة العدد، كان يتم منحها أسماء شخصيات من الميثولوجيا اليونانية والرومانية، لكن فيما بعد صار يتم استخدام أسماء شخصيات أدبية، زوجات المكتشفين، وأطفالهم، وأحياناً شخصيات تلفزيونية.
وأول كوكيب يتم منحه اسماً غير اغريقي كان (20 ماساليا)، وهي التسمية اليونانية لمدينة مارسيليا، وأول كويكب يتم منحه اسماً غير كلاسيكياً بالمرة، كان (45 يوجينيا)، والذي سُمّي على شرف الامبراطورة يوجيني دي مونتيهو.
لكن فيما بعد، وُضعت قاعدة بأن - خلاف المذنبات- الكواكب الصغيرة يمكن أن تأخذ أسماء مكتشفيها.

## الصفات الفيزيائية للكواكب الصغيرة والمذنبات
تختص اللجنة الخامسة عشر والتابعة للاتحاد الفلكي الدولي بدراسة الخصائص الفيزيائية للكواكب الصغيرة والمذنبات، وهو ما تم تسجيله أرشيف الكويكبات/الغبار الكوني التابع للاتحاد، وهذه الصفات تتضمن الجاذبية، الكثافة، درجات الحرارة السطحية، فترات الدوران، وخلافه.

## وصلات خارجية
- Minor Planet Center